# あしぎんフィナンシャルグループ
株式会社あしぎんフィナンシャルグループ（英称：Ashikaga Financial Group, Inc.）は、2003年3月に足利銀行が設立した金融持株会社。
中核会社である足利銀行の破綻により、発足から9ヶ月余りで連鎖的に会社更生法を申請。2005年12月26日に解散した。2008年7月に足利銀行（同一法人）を買収した足利ホールディングス（現・めぶきフィナンシャルグループ）とは無関係である。

## 概要
栃木県の地方銀行である足利銀行と、同行子会社である北関東リースとの株式移転により、関東地方の地域金融機関では最初の銀行持株会社として発足。足利銀行の愛称であるあしぎんを正式社名として採用し、証券取引所での略称は「あしぎんFG」。シンボルとして足利銀行の「ウイングA」とは別に、星印（☆）をアルファベットのAに見立てて一筆書きした赤色のマークが別途作成され、足利銀行など傘下社員の名刺にもあしぎんフィナンシャルグループのロゴタイプが併記されたものとなった。
持株会社化は経営再編を目的としたものではなく、傘下子会社の収益により足利銀行から持株会社へ株式移転させた優先株を復配させるのための目的と指摘された。設立直後の決算となる2003年3月期では、足利銀行は赤字を計上するも、持株会社子会社の配当や業務委託料で連結決算では当期利益25億300万円を確保。この利益は北関東リースからの収益が大半であった。

### 足利銀行破綻による影響
2003年11月29日に足利銀行が経営破綻。2003年9月中間期はあしぎんFG単体の営業収益が13億9000万円、経常利益は9億4300万円だったが、足利銀行の債務超過により当期損益は1122億700万円の大赤字となり、連結ベースで債務超過に陥った。同銀行以外の子会社4社の9月中間期の当期利益は計約10億円。
同年12月1日に足利銀行株式を預金保険機構が強制的に取得。銀行持株会社でありながら傘下に銀行がない状態と異例の事態となり、同日には前週末比30円安の51円でストップ安、2日後には下限の1円にまで値を下げた。その後黒字経営の4社が残り株価が無価値にならないなどの思惑から、12月11日には株価が24円まで乱高下。倒産銘柄であるにもかかわらず買い手がいる状況からデイトレード（回転売買）の恰好の餌食となり、一時期の出来高は東証一部の4割を占める6億株超・出来高首位銘柄を連日記録した。このマネーゲームから派生して 名古屋ドル紙幣ばら撒き事件も発生。以後、倒産した上場企業株式で同様の値動きを見せることになる（日本航空 (持株会社)など）先例となった。
2003年12月25日、足利銀行との資本関係が途切れた状態では事業継続が困難のため、あしぎんフィナンシャルグループは単体で東京地裁に会社更生法の適用を申請した（傘下の子会社は営業を継続）。2004年1月26日付の上場廃止が発表されたため、投機目的の売買は一気に沈静化した。
2005年に入り、子会社4社を売却（うち2社は一時国有化時代の足利銀行が買い戻した）。会社売却で得た収益はあしぎんFGの優先株主に分配されたが、普通株主に対する残余財産の分配はなかった。
東京地裁の許可を得て2005年12月26日に解散。2006年3月17日に登記閉鎖した。

## 会社概要
- 本店所在地：栃木県宇都宮市桜四丁目1番25号（足利銀行本店内）
- 資本金：500億円

### 傘下子会社
- 株式会社足利銀行 - 2003年12月1日、預金保険機構が株式を強制的に取得。2008年7月1日付で足利ホールディングスへ売却した。
- 北関東リース株式会社 - 2005年1月21日、オリックスに売却→オリックス宇都宮支店と事業統合し、オリックス北関東株式会社へ社名変更。2011年1月にオリックスへ簡易吸収合併され法人格消滅。
- やしお債権回収株式会社 - 2005年4月11日、株式会社リサ・パートナーズに売却
- あしぎんシステム開発株式会社 - 2005年4月20日、株式会社足利銀行に売却。2015年にあしぎん総合研究所へ吸収合併。
- 株式会社あしぎんディーシーカード - 2005年10月5日、足利信用保証株式会社（足利銀行子会社）に売却（現・あしぎんカード）

## 沿革
- 2003年（平成15年）
  - 3月11日 - 同年3月5日に上場廃止となった足利銀行に代わり、東京証券取引所市場第一部にテクニカル上場。
  - 3月12日 - 足利銀行及び北関東リースが株式移転の方法により共同で設立。
  - 3月28日 - あしぎんディーシーカード、あしぎんシステム開発及びやしお債権回収を子会社化。
  - 11月29日 - 足利銀行が預金保険法第百二条第一項第三号の認定を受ける（経営破綻）。
  - 12月1日 - 特別危機管理開始決定により預金保険機構が足利銀行の総ての株式を強制取得。この結果、同行が子会社でなくなる。
  - 12月25日 - 会社更生法の適用を申請。
- 2004年（平成16年）
  - 1月26日 - 東証第一部上場廃止。
  - 3月31日 - 更生手続開始決定、管財人選任。
- 2005年（平成27年）
  - 1月21日 - 北関東リースの全株式をオリックスに譲渡。
  - 4月11日 - やしお債権回収の全株式をリサ・パートナーズに譲渡。
  - 4月20日 - あしぎんシステム開発の全株式を足利銀行に譲渡。
  - 10月5日 - あしぎんディーシーカードの全株式を足利信用保証に譲渡。
  - 12月26日 - 更生計画に基づき東京地裁の許可を得、会社解散。
- 2006年（平成18年）
  - 3月16日 - 更生手続終結決定。
  - 3月17日 - 登記閉鎖。